# Liste der Biografien/Voa
Liste der Biografien |
Portal Biografien |
Personensuche
# |
A |
B |
C |
D |
E |
F |
G |
H |
I |
J |
K |
L |
M |
N |
O |
P |
Q |
R |
S |
T |
U |
V |
W |
X |
Y |
Z |
?
 
Va |
Ve |
Vh |
Vi |
Vj |
Vl |
Vn |
Vo |
Vr |
Vs |
Vt |
Vu |
Vy
 
Voa |
Vob |
Voc |
Vod |
Voe |
Vof |
Vog |
Voh |
Voi |
Voj |
Vok |
Vol |
Vom |
Von |
Voo |
Vop |
Vor |
Vos |
Vot |
Vou |
Vov |
Vow |
Vox |
Voy |
Voz
Die Liste der Biografien führt alle Personen auf, die in der deutschsprachigen Wikipedia einen Artikel haben. Dieses ist eine Teilliste mit 4 Einträgen von Personen, deren Namen mit den Buchstaben „Voa“ beginnt.

## Voa

### Voac
- Voack, Gerhard (1947–2014), deutscher Unternehmer, Lokalpolitiker und Sportfunktionär

### Voad
- Voaden, Caroline (* 1968), britische Politikerin, MdEP

### Voak
- Voakes, Mark (* 1984), kanadischer EishockeyspielerMark Voakes (* 1984)

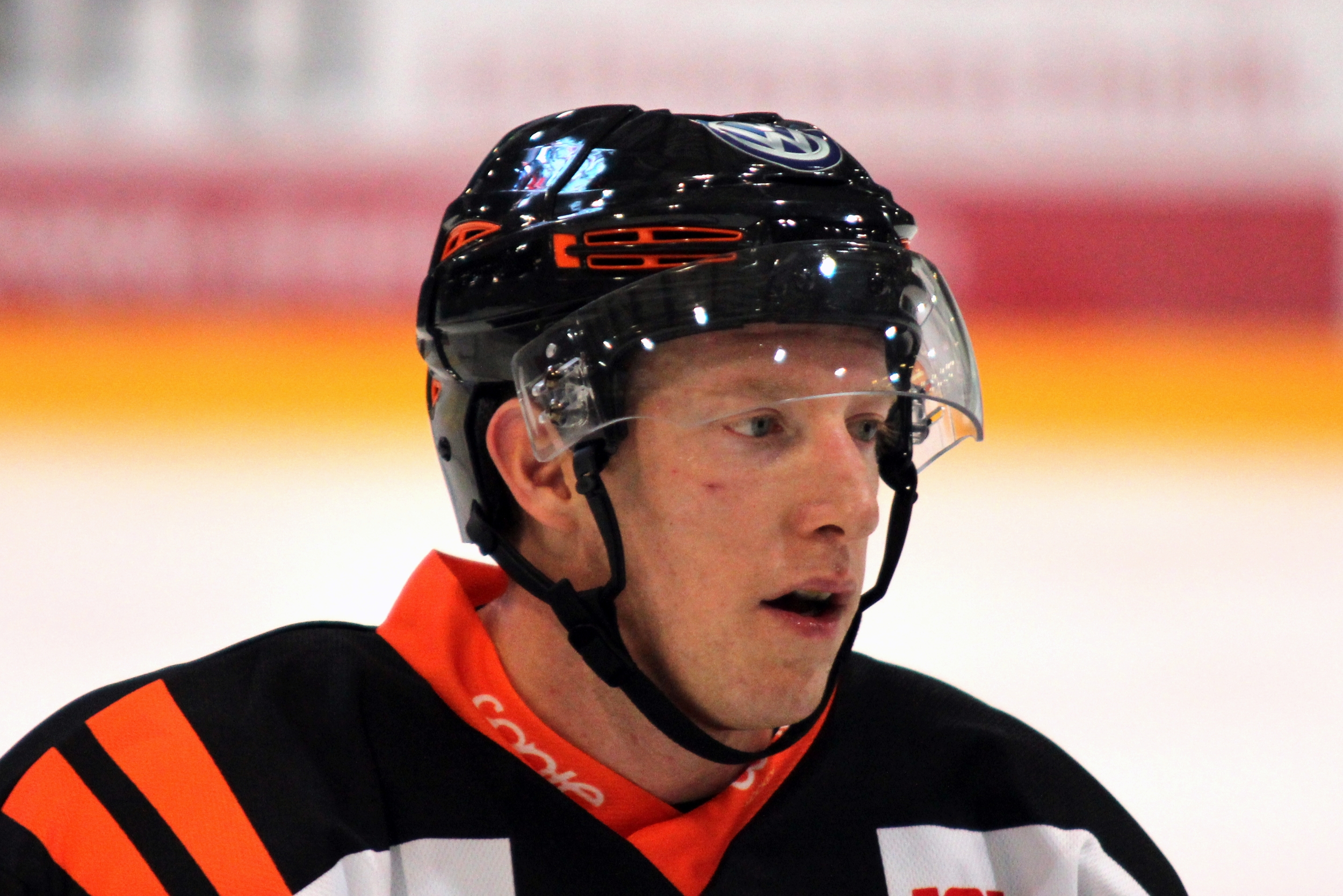
Mark Voakes (* 1984)

### Voav
- Voavy, Paulin (* 1987), madagassischer Fußballspieler